# 新瀬戸駅
新瀬戸駅（しんせとえき）は、愛知県瀬戸市東横山町にある名古屋鉄道（名鉄）瀬戸線の駅である。駅番号はST18。

## 概要
瀬戸市内にある鉄道駅で1日での乗降客が最も多い駅である。
瀬戸市の中心市街地は古くから尾張瀬戸駅周辺であったが、近年は当駅周辺に新たな市街地が形成されつつある。

## 歴史
- 1927年（昭和2年）2月1日 - 横山駅として開業[2]。
- 1935年（昭和10年）6月1日 - 尾張横山駅に改称。
- 1970年（昭和45年）度 - 貨物営業廃止[3]。
- 1971年（昭和46年）
  - 11月1日 - 新瀬戸駅に改称。
  - 12月1日 - 駅ビル（鉄筋4階建）完成。入居する名鉄ストアに駅務代行を委託[4]。名鉄バス乗り入れ開始。
- 1985年（昭和60年）3月1日 - 名鉄ストアの駅代行委託業務を解約[5]。
- 1989年（平成元年）7月20日 - 橋上化[6]。
- 2006年（平成18年）12月16日 - トランパス対応開始。これに伴い終日有人化。
- 2011年（平成23年）2月11日 - ICカード乗車券「manaca」供用開始。
- 2012年（平成24年）
  - 2月29日 - トランパス供用終了。
  - 3月26日 - 南口連絡通路が完成。
- 2023年（令和5年）3月25日 - 再度特殊勤務駅となる[7]。

## 駅構造
相対式2面2線ホームを持つ地上駅で、橋上駅舎を有している。特殊勤務駅で、自動券売機(継続manaca定期乗車券の購入も可能だが、名鉄ミューズカードでの決済は7:00~22:00の間に限られる)、自動改札機、自動精算機、インターホン、LED簡易列車案内、エレベーターなどの設備がある。窓口営業時間は7:30 - 12:00と13:00 - 20:00である。
2023年（令和5年）3月24日までは終日有人駅だった。
| 番線 | 路線      | 方向 | 行先         |
| ---- | --------- | ---- | ------------ |
| 1    | ST 瀬戸線 | 下り | 尾張瀬戸ゆき |
| 2    | ST 瀬戸線 | 上り | 栄町ゆき     |

隣接する愛知環状鉄道瀬戸市駅と一体となったバリアフリー対応工事が進められている。2012年（平成24年）3月現在、エレベーター4基と上下併設エスカレーター4基、多機能トイレの設置、誘導用ブロック、点字などの整備・改善が行われている。また、2009年度以降、愛知県や瀬戸市が、市役所や公立陶生病院などを含む周辺一帯において、道路の段差や傾斜などを解消する工事を行うことになっている。

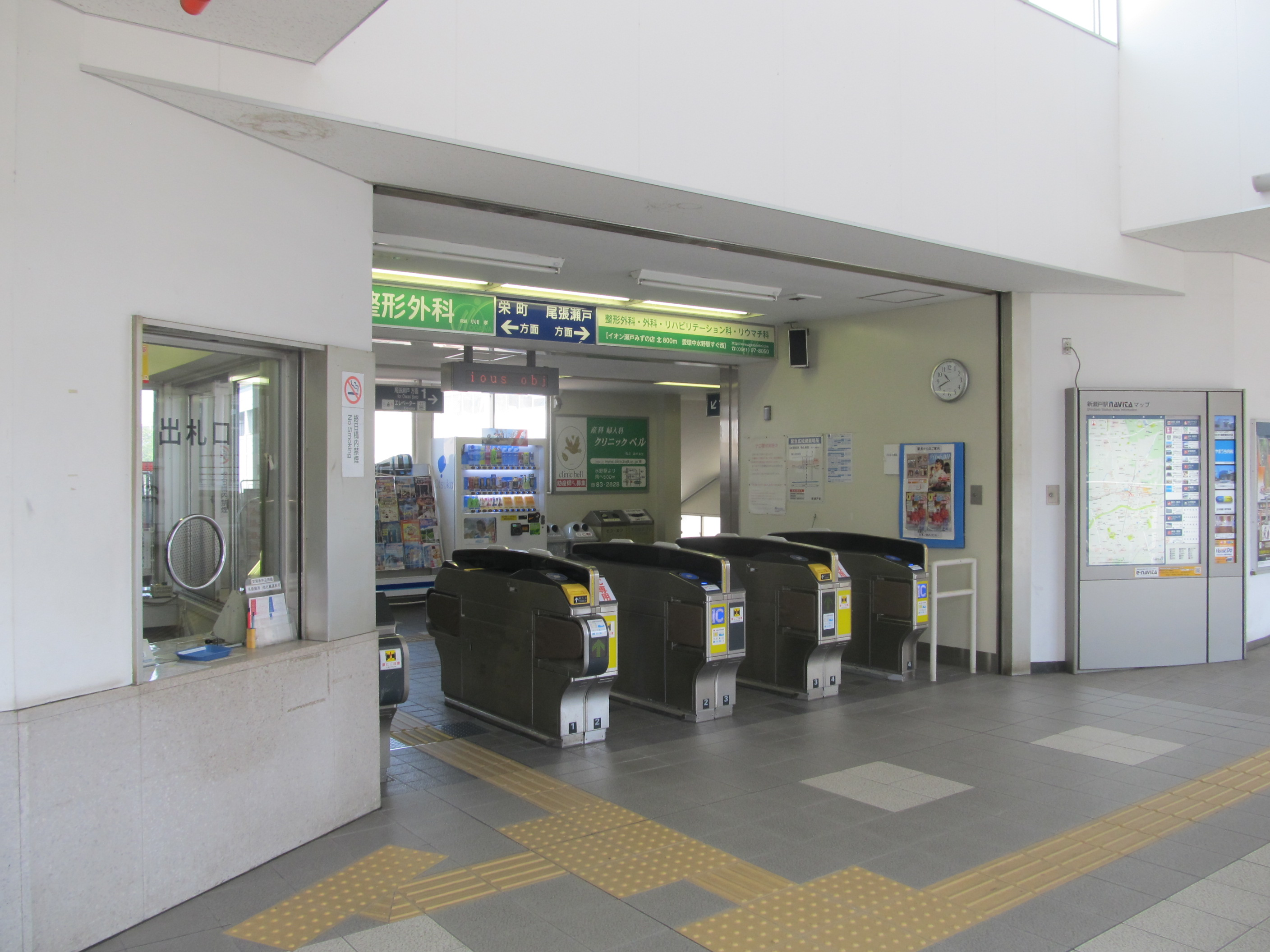
改札口
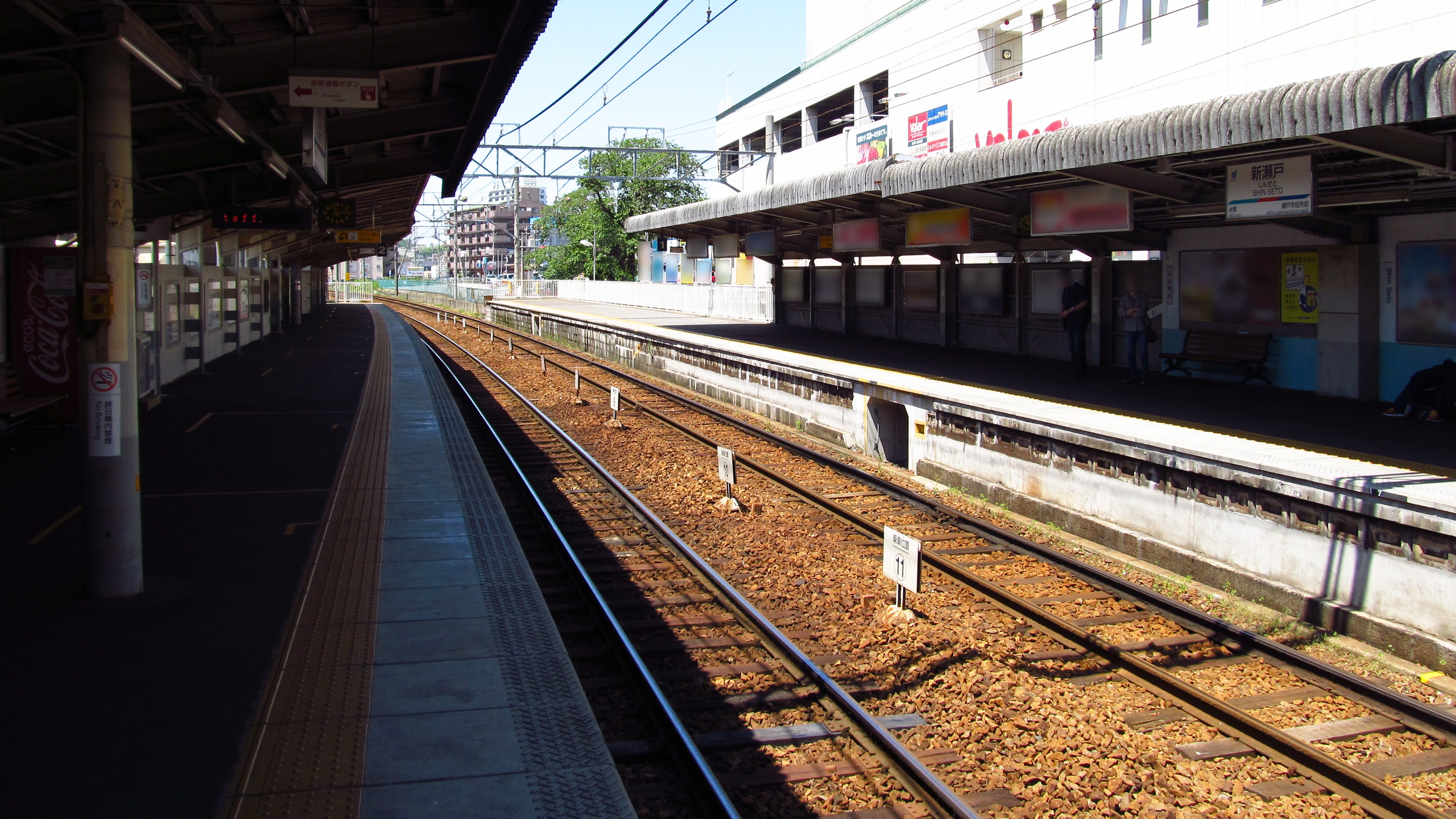
ホーム
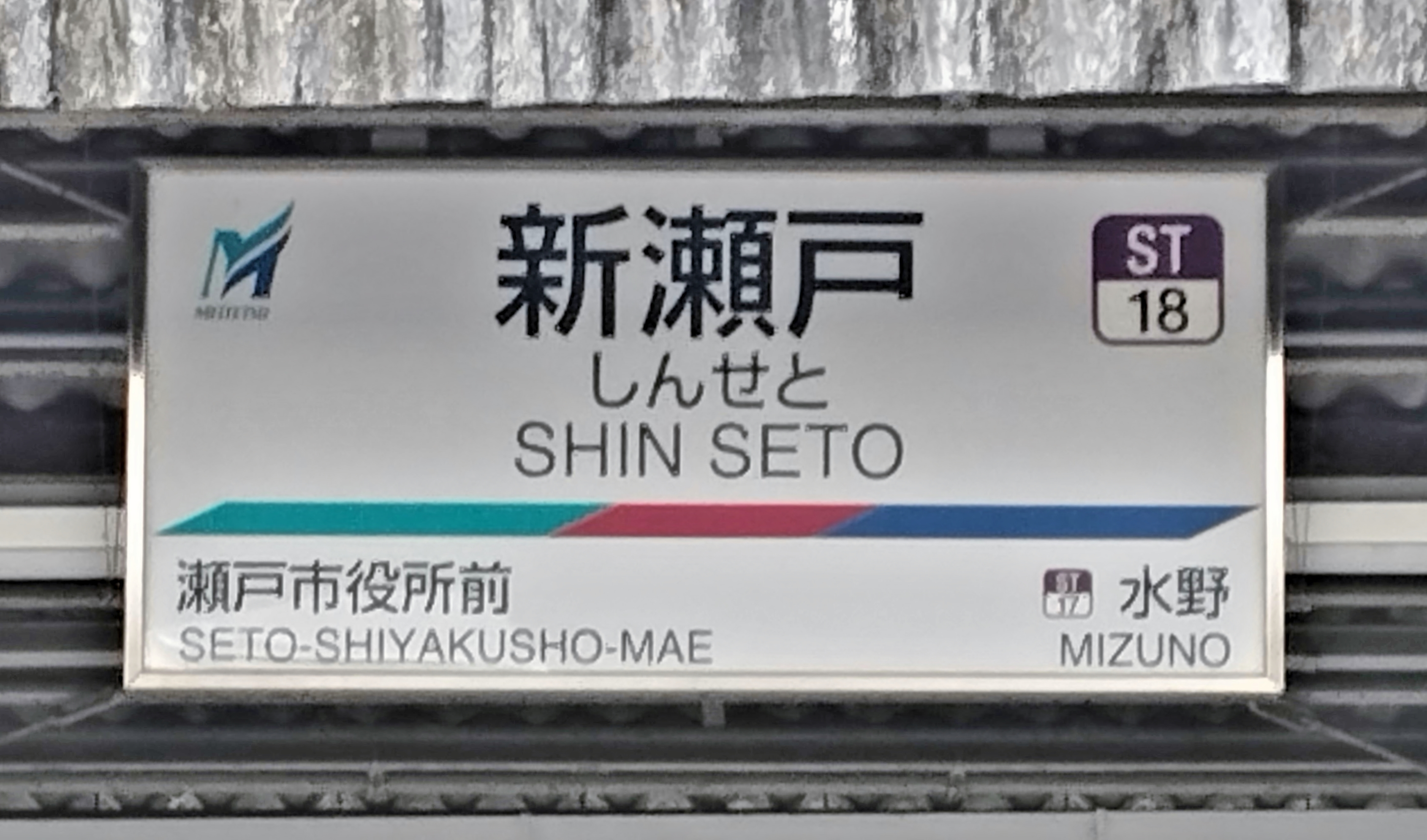
駅名標

### 配線図
| ← 尾張瀬戸 方面 | 新瀬戸駅 構内配線略図 | → 大曽根・ 栄町方面 |
| 凡例 出典:      |                       |                     |

## 利用状況
- 「移動等円滑化取組報告書」によれば、2020年度の1日平均乗降人員は8,499人である[11]。
- 『名鉄120年：近20年のあゆみ』によると2013年度当時の1日平均乗降人員は10,438人であり、この値は名鉄全駅（275駅）中33位、瀬戸線（20駅）中5位であった[12]。
- 『名古屋鉄道百年史』によると1992年度当時の1日平均乗降人員は11,092人であり、この値は岐阜市内線均一運賃区間内各駅（岐阜市内線・田神線・美濃町線徹明町駅 - 琴塚駅間）を除く名鉄全駅（342駅）中37位、瀬戸線（19駅）中6位であった[13]。
- 瀬戸市統計書によると、当駅の一日平均乗車人員は以下の通り推移している。
  - 2005年度 - 4,990人
  - 2006年度 - 4,880人
  - 2007年度 - 4,921人
  - 2008年度 - 5,018人
  - 2011年度 - 5,354人

## 駅周辺
昔ながらの市街地が尾張瀬戸駅周辺に広がっているのに対し、当駅周辺には新しい市街地が形成されている。
- 瀬戸市駅 - 愛知環状鉄道・愛知環状鉄道線
- 愛知県瀬戸保健所
- 瀬戸信用金庫本店
- ナフコ不二屋瀬戸店（瀬戸市駅高架下）
- 公立陶生病院
- 瀬戸年金事務所
- 新瀬戸ステーションホテル
- 瀬戸市立図書館
- 瀬戸市歴史民俗資料館

## 路線バス

### 新瀬戸駅（名鉄バス）
1番のりば
- 瀬戸北線 
  - 【1】陶生病院前・瀬戸駅前経由 しなのバスセンター行
  - 【2】陶生病院前・瀬戸駅前・しなのバスセンター経由　上品野行
  - 【1H】陶生病院・瀬戸駅前経由 しなのバスセンター行
  - 【2H】陶生病院・瀬戸駅前・しなのバスセンター経由　上品野行

- 東山線
  - 【16H】【17H】陶生病院・瀬戸駅前経由 《循環》菱野団地行
    - 菱野団地循環後、【16H】は瀬戸駅前まで、【17H】は新瀬戸駅まで運行。

- 水野循環線・みずの坂線
  - 【21】【26】陶生病院行

2番のりば
- 水野循環線
  - 【20】上水野・中水野駅・水野団地経由 《循環》新瀬戸駅行
  - 【22】水野団地・中水野駅・上水野経由 《循環》新瀬戸駅行
  - 【23】水野団地・中水野駅・上水野、経由 《循環》陶生病院行
    - 【20】は午前、【22】【23】は午後運行。

- みずの坂線
  - 【25】【26】北みずの坂経由 中水野駅行

3番のりば
- 降車場

※ バスターミナル内1〜3番のりばは元はジェイアール東海バスの停留所であり、2009年に瀬戸北線・水野循環線が名鉄バスに路線譲渡された際に移管された。同時に、停留所名が「瀬戸市駅」から名鉄の駅名に合わせて「新瀬戸駅」に改称された。元からの名鉄バス新瀬戸駅バス停はバスターミナル南側の路上にあり、バスターミナル内停留所が移管された後には4番のりばとして使用されていたが、使用する系統がなくなり廃止された。

### 瀬戸市駅（ジェイアール東海バス）
2021年（令和3年）1月31日（到着は2月1日）までドリームとよた号が発着していた。
名鉄バスの新瀬戸駅2番のりばに併設されている。

## 隣の駅
名古屋鉄道
ST 瀬戸線
■急行・■準急・■普通
水野駅（ST17） - 新瀬戸駅（ST18） - 瀬戸市役所前駅（ST19）